# Dreiband-Panamerikameisterschaften
Die Dreiband-Panamerikameisterschaften (offiziell: Panamericanos a Tres Bandas) sind eine nationale Turnierserie in der Karambolagedisziplin Dreiband und werden, mit Ausnahmen, seit 1949 jährlich ausgerichtet. Die Plätze 1 bis 4 sind automatisch zur Teilnahme an der Dreiband-Weltmeisterschaft berechtigt.

## Geschichte
Bis zur ersten Gründung eines eigenen amerikanischen Billard-Dachverbandes 1954 wurden die Turniere von dem in Paris ansässigen Weltverband Union Internationale des Fédérations des Amateurs de Billard (UIFAB) von Europa aus organisiert. Da sich in Europa schon Mitte der 1950er-Jahre Widerstand gegen diese „Fremdbestimmung“ regte, zogen die Südamerikaner mit einer eigenen Verbandsgründung, der „Confederación Suramericana de Billar“ (CSB, 1954), gleich. 1977 wurden die mittelamerikanischen Staaten incl. Mexiko aufgenommen und die nun lateinamerikanische „Confederación Latinoamericana de Billar“ (CLB) gegründet. Auf Bestrebungen des Weltverbandes Union Mondiale de Billard (UMB) die verbliebenen Nordamerikaner (USA und Kanada) zu „legalisieren“, die USA hatten ihre Amateurmeisterschaft erst 1968 erstmals ausgerichtet, wurde am 13. September 1988 wurde im ecuadorianischen Quito der bis heute bestehende Panamerikanische Dachverband Confederación Panamericana de Billar (CPB) gegründet. Dies gab nun den Nordamerikanern die Chance ohne Wildcard oder Sonderregelungen ihre Spieler an den Weltmeisterschaften teilnehmen zu lassen.

## Turnierrekorde
Aufgrund fehlender Daten ist die Liste der Rekorde im Generaldurchschnitt unvollständig und gibt nur die Werte der platzierten Spieler wieder, nicht die des gesamten Turniers.
| Platz | Name                   | Siege | Sieger-Jahre                 |
| ----- | ---------------------- | ----- | ---------------------------- |
| 01.   | Marcelo López          | 005   | 1964, 1967, 1971, 1972, 1974 |
| 02.   | Enrique Navarra        | 004   | 1949, 1949, 1952, 1953       |
|       | Galo Legarda           | 004   | 1965, 1977, 1980, 1985       |
|       | Humberto Suguimitzu    | 004   | 1966, 1968, 1969, 1976       |
|       | Rodolfo Covarrubias    | 004   | 1993, 2002, 2003, 2004       |
| 06.   | Enrique Miró           | 003   | 1954, 1956, 1960             |
|       | Adolfo Suárez          | 003   | 1958, 1963, 1970             |
|       | Alfonso González       | 003   | 1973, 1975, 1978             |
|       | Luis Doyharzabal       | 003   | 1979, 1983, 1984             |
|       | Luis Aveiga            | 003   | 1997, 2005, 2006             |
|       | Pedro Piedrabuena      | 003   | 2009, 2013, 2017             |
| 012.  | José Argüello          | 002   | 1988, 1989                   |
|       | José Paniagua          | 002   | 1991, 1992                   |
|       | Alexander Salazar      | 002   | 2007, 2008                   |
|       | Pedro Gonzales         | 002   | 2018, 2019                   |
| 016.  | Pedro Leopoldo Carrera | 001   | 1950                         |
|       | Carlo Monestier        | 001   | 1959                         |
|       | Gilberto Avalos        | 001   | 1982                         |
|       | José Gomez             | 001   | 1984                         |
|       | Arturo Bone            | 001   | 1987                         |
|       | Miguel Solano          | 001   | 1990                         |
|       | Eleazar Ramirez        | 001   | 1994                         |
|       | Francisco Taylor       | 001   | 1995                         |
|       | Ramón Rodríguez        | 001   | 1999                         |
|       | Jaime Bedoya           | 001   | 2000                         |
|       | Luis Ávila             | 001   | 2001                         |
|       | Julian Morales         | 001   | 2010                         |
|       | Javier Teran           | 001   | 2011                         |
|       | Carlos Campiño         | 001   | 2012                         |
|       | Henry Díaz             | 001   | 2014                         |
|       | Huberney Cataño        | 001   | 2015                         |
|       | Hugo Patiño            | 001   | 2016                         |

| GD    | Name                          | Jahr      |
| ----- | ----------------------------- | --------- |
| 0,850 | Enrique Navarra               | 1949      |
| 0,860 | Pedro Leopoldo Carrera        | 1950      |
| 0,953 | Enrique Navarra               | 1952      |
| 0,977 | Pedro Leopoldo Carrera        | 1954      |
| 1,070 | Adolfo Suárez                 | 1965      |
| 1,071 | José Paniagua                 | 1991      |
| 1,155 | Sang Chun Lee                 | 1993      |
| 1,267 | Luis Ávila                    | 2001      |
| 1,285 | Rodolfo Covarrubias           | 2004      |
| 1,295 | Luis Aveiga                   | 2005      |
| 1,299 | Luis Aveiga Alexander Salazar | 2006 2007 |
| 1,419 | Pedro Piedrabuena             | 2008      |
| 1,530 | Henry Díaz                    | 2012      |
| 1,687 | Pedro Piedrabuena             | 2013      |
| 1,753 | Luis Aveiga                   | 2014      |

| GD    | Name                          | Jahr      |
| ----- | ----------------------------- | --------- |
| 0,850 | Enrique Navarra               | 1949      |
| 0,860 | Pedro Leopoldo Carrera        | 1950      |
| 0,953 | Enrique Navarra               | 1952      |
| 0,977 | Pedro Leopoldo Carrera        | 1954      |
| 1,070 | Adolfo Suárez                 | 1965      |
| 1,071 | José Paniagua                 | 1991      |
| 1,155 | Sang Chun Lee                 | 1993      |
| 1,267 | Luis Ávila                    | 2001      |
| 1,285 | Rodolfo Covarrubias           | 2004      |
| 1,295 | Luis Aveiga                   | 2005      |
| 1,299 | Luis Aveiga Alexander Salazar | 2006 2007 |
| 1,419 | Pedro Piedrabuena             | 2008      |
| 1,530 | Henry Díaz                    | 2012      |
| 1,687 | Pedro Piedrabuena             | 2013      |
| 1,753 | Luis Aveiga                   | 2014      |

Quellen:

## Turnierstatistik
Die Meisterschaften sind entsprechend der Dachverbände aufgeteilt. Aus der Anfangszeit sind nicht alle Ergebnisse und/oder Platzierungen erhalten geblieben.

## Südamerikameisterschaft (1949–1976)
| Nr. | Saison | Ort               | Gold                   | GD                | Silber              | GD                | Bronze                 | GD    |
| --- | ------ | ----------------- | ---------------------- | ----------------- | ------------------- | ----------------- | ---------------------- | ----- |
| 1   | 1949/1 | Montevideo        | Enrique Navarra        | 0,850             | Unbekannt           | ?                 | Unbekannt              | ?     |
| 2   | 1949/2 | Santiago de Chile | Enrique Navarra        | 0,787             | Pedro Hervé         | 0,729             | E. C. Navarra          | 0,646 |
| 3   | 1950   | Buenos Aires      | Pedro Leopoldo Carrera | 0,860             | F. Canitrot         | 0,668             | Enrique Garcia         | 0,546 |
| –   | 1951   | Keine Ausrichtung | Keine Ausrichtung      | Keine Ausrichtung | Keine Ausrichtung   | Keine Ausrichtung |                        |       |
| 4   | 1952   | Montevideo        | Enrique Navarra        | 0,953             | Unbekannt           | ?                 | Unbekannt              | ?     |
| 5   | 1953   | Buenos Aires      | Enrique Navarra        | 0,880             | Unbekannt           | ?                 | Unbekannt              | ?     |
| 6   | 1954   | Santiago de Chile | Enrique Miró           | 0,966             | Enrique Garcia      | 0,825             | Pedro Leopoldo Carrera | 0,977 |
| 7   | 1955   | Santiago de Chile | Marcelo López          | 0,794             | Carlos Monestier    | 0,838             | Enrique Miró           | 0,806 |
| 8   | 1956   | São Paulo         | Enrique Miró           | 0,799             | Marcelo López       | 0,875             | Adolfo Suárez          | 0,711 |
| –   | 1957   | Keine Ausrichtung | Keine Ausrichtung      | Keine Ausrichtung | Keine Ausrichtung   | Keine Ausrichtung |                        |       |
| 9   | 1958   | Montevideo        | Adolfo Suárez          | 0,731             | Unbekannt           | ?                 | Unbekannt              | ?     |
| 10  | 1959   | Buenos Aires      | Carlo Monestier        | 0,772             | Carlos Friedenthal  | 0,830             | Galo Legarda           | 0,630 |
| 11  | 1960   | Santiago de Chile | Enrique Miró           | 0,792             | Marcelo López       | 0,755             | Adolfo Suárez          | 0,699 |
| –   | 1961   | Keine Ausrichtung | Keine Ausrichtung      | Keine Ausrichtung | Keine Ausrichtung   | Keine Ausrichtung |                        |       |
| –   | 1962   | Keine Ausrichtung | Keine Ausrichtung      | Keine Ausrichtung | Keine Ausrichtung   | Keine Ausrichtung |                        |       |
| 12  | 1963   | Lima              | Adolfo Suárez          | 0,904             | Enrique Navarra     | 0,866             | Carlos Friedenthal     | 0,837 |
| 13  | 1964   | Buenos Aires      | Marcelo López          | 0,978             | Unbekannt           | ?                 | Unbekannt              | ?     |
| 14  | 1965   | Lima              | Galo Legarda           | 0,824             | Adolfo Suárez       | 1,070             | Carlos Friedenthal     | 0,872 |
| 15  | 1966   | Bolivien          | Humberto Suguimitzu    | 0,785             | Unbekannt           | ?                 | Unbekannt              | ?     |
| 16  | 1967   | Buenos Aires      | Marcelo López          | 1,028             | Alfonso Gonzalez    | 0,810             | Humberto Suguimitzu    | 0,772 |
| 17  | 1968   | Lima              | Humberto Suguimitzu    | 0,926             | Luis Martínez       | 0,881             | Hernan Bustos          | 0,824 |
| 18  | 1969   | Argentinien       | Humberto Suguimitzu    | 0,970             | Unbekannt           | ?                 | Unbekannt              | ?     |
| 19  | 1970   | Brasilien         | Adolfo Suárez          | 0,810             | Unbekannt           | ?                 | Unbekannt              | ?     |
| 20  | 1971   | Ecuador           | Marcelo López          | 1,030             | Unbekannt           | ?                 | Unbekannt              | ?     |
| 21  | 1972   | Lima              | Marcelo López          | 0,980             | Humberto Suguimitzu | 1,000             | Galo Legarda           | 0,861 |
| 22  | 1973   | Costa Rica        | Alfonso González       | 1,120             | Unbekannt           | ?                 | Unbekannt              | ?     |
| 23  | 1974   | Kolumbien         | Marcelo López          | 0,900             | Unbekannt           | ?                 | Unbekannt              | ?     |
| 24  | 1975   | Santiago de Chile | Alfonso González       | 0,840             | Unbekannt           | ?                 | Unbekannt              | ?     |
| 25  | 1976   | Guayaquil         | Humberto Suguimitzu    | 1,021             | Galo Legarda        | 1,035             | Adolfo Suárez          | 0,927 |

Quellen:

## Lateinamerikanische Meisterschaft (1977–1988)
Es sind nicht alle Angaben zum Spielort und den Spielwerten erhalten geblieben.
| Nr.  | Jahr   | Ort               | Gold              | GD                | Silber            | GD                | Bronze              | GD    |
| ---- | ------ | ----------------- | ----------------- | ----------------- | ----------------- | ----------------- | ------------------- | ----- |
| I    | 1977   | Mexiko            | Galo Legarda      | 1,020             | Alfonso González  | 0,970             | Unbekannt           | ?     |
| II   | 1978   | La Paz            | Alfonso González  | 0,904             | Hernan Bustos     | 0,806             | Humberto Suguimitzu | 0,850 |
| III  | 1979   | Buenos Aires      | Luis Doyharzabal  | 0,903             | Luis Martínez     | 0,845             | Agop Kertiklean     | 0,919 |
| IV   | 1980   | Santiago de Chile | Galo Legarda      | 0,904             | Luis Doyharzabal  | 1,054             | Luis Martínez       | 0,910 |
| –    | 1981   | Keine Ausrichtung | Keine Ausrichtung | Keine Ausrichtung | Keine Ausrichtung | Keine Ausrichtung |                     |       |
| V    | 1982   | Ecuador           | Gilberto Avalos   | ?                 | Unbekannt         | ?                 | Unbekannt           | ?     |
| VI   | 1983   | Buenos Aires      | Luis Doyharzabal  | 0,917             | José Viteri       | 0,882             | Adolfo Suárez       | 0,852 |
| VII  | 1984/1 | Kolumbien         | Luis Doyharzabal  | 1,000             | Unbekannt         | ?                 | Unbekannt           | ?     |
| VIII | 1984/2 | La Paz            | José Gomez        | 0,940             | José Viteri       | 0,904             | Luis Doyharzabal    | 1,059 |
| IX   | 1985   | San José          | Galo Legarda      | 1,050             | Unbekannt         | ?                 | Unbekannt           | ?     |
| –    | 1986   | Keine Ausrichtung | Keine Ausrichtung | Keine Ausrichtung | Keine Ausrichtung | Keine Ausrichtung |                     |       |
| X    | 1987   | Panama            | Arturo Bone       | 1,118             | G. Fernandez      | 0,918             | José Gomez          | 0,910 |
| XI   | 1988   | Quito             | José Argüello     | 0,860             | José Paniagua     | 1,063             | Arturo Bone         | 0,958 |

Quellen:

## Panamerikanische Meisterschaft (seit 1989)
Partieziel sind 40 Punkte mit Nachstoß. Bei Remis in der Finalrunde (16tel-Finale) gibt es Penaltyschießen.
| Nr.    | Jahr                                    | Ort               | Gold                | GD                | Silber                | GD                | Bronze                                 | GD                |
| ------ | --------------------------------------- | ----------------- | ------------------- | ----------------- | --------------------- | ----------------- | -------------------------------------- | ----------------- |
| I      | 1989                                    | São Paulo         | José Argüello       | 1,063             | Gilberto Avalos       | 0,962             | X. Aragon                              | 0,868             |
| II     | 1990                                    | Mexiko            | Miguel Solano       | 0,900             | Gilberto Avalos       | ?                 | Unbekannt                              | ?                 |
| III    | 1991                                    | Bogotá            | José Paniagua       | 1,071             | Luis Corvalan         | 0,793             | Miguel Solano                          | 0,826             |
| IV     | 1992                                    | La Paz            | José Paniagua       | 0,944             | José Argüello         | 0,860             | Arturo Bone                            | 0,897             |
| V      | 1993                                    | Buenos Aires      | Rodolfo Covarrubias | 0,952             | Sang Chun Lee         | 1,155             | José Paniagua                          | 1,055             |
| VI     | 1994                                    | Guayaquil         | Eleazar Ramirez     | 0,936             | Miguel Solano         | 0,744             | Roberto Trippar                        | 0,991             |
| VII    | 1995                                    | San José          | Francisco Taylor    | 0,939             | Saul Corro            | 0,964             | Ramón Rodríguez                        | 0,975             |
| –      | 1996                                    | Keine Ausrichtung | Keine Ausrichtung   | Keine Ausrichtung | Keine Ausrichtung     | Keine Ausrichtung | Keine Ausrichtung                      | Keine Ausrichtung |
| VIII   | 1997                                    | Panama-Stadt      | Luis Aveiga         | 1,063             | José Ledesma          | 0,932             | Jorge Montero                          | 0,725             |
| –      | 1998                                    | Keine Ausrichtung | Keine Ausrichtung   | Keine Ausrichtung | Keine Ausrichtung     | Keine Ausrichtung | Keine Ausrichtung                      | Keine Ausrichtung |
| IX     | 1999                                    | Panama-Stadt      | Ramón Rodríguez     | 1,067             | Javier Serrano        | 0,926             | Rodolfo Covarrubias                    | 1,061             |
| X      | 2000                                    | Duitama           | Jaime Bedoya        | 1,051             | Luis Ávila            | 1,115             | Unbekannt                              | ?                 |
| XI     | 2001                                    | Acapulco          | Luis Ávila          | 1,267             | Jaime Bedoya          | 1,094             | Luis Aveiga                            | 1,055             |
| XII    | 2002                                    | Costa Rica        | Rodolfo Covarrubias | 1,161             | Luis Aveiga           | 1,092             | Unbekannt                              | ?                 |
| XIII   | 2003                                    | Cochabamba        | Rodolfo Covarrubias | 1,101             | Luis Aveiga           | 1,245             | Unbekannt                              | ?                 |
| XIV    | 2004                                    | Caracas           | Rodolfo Covarrubias | 1,285             | Ramón Rodríguez       | 1,109             | Unbekannt                              | ?                 |
| XV     | 2005                                    | Cuenca            | Luis Aveiga         | 1,295             | Gabriel Vásquez       | 1,060             | Unbekannt                              | ?                 |
| XVI    | 2006                                    | Mexiko-Stadt      | Luis Aveiga         | 1,299             | Aurelio Perez         | 1,194             | Unbekannt                              | ?                 |
| XVII   | 2007                                    | Uruguay           | Alexander Salazar   | 1,299             | Miguel Almaraz        | 1,194             | Unbekannt                              | ?                 |
| XVIII  | 2008                                    | Ecuador           | Alexander Salazar   | 1,159             | Henry Díaz            | 1,087             | Unbekannt                              | ?                 |
| XIX    | 2009                                    | Buenos Aires      | Pedro Piedrabuena   | 1,419             | Javier Vera Solis     | 1,183             | Unbekannt                              | ?                 |
| XX     | 2010                                    | Lima              | Julian Morales      | 1,055             | Javier Teran          | 1,208             | Luis Ávila                             | 1,288             |
| XXI    | 2011                                    | Mexiko            | Javier Teran        | 1,312             | Maximo Aguirre        | 0,973             | Raymundo Munoz Carlos Campiño          | 1,235 1,117       |
| XXII   | 2012                                    | Santiago de Chile | Carlos Campiño      | 1,250             | Heriberto Aristizabal | 1,386             | Julian Torres Henry Díaz               | 1,220 1,530       |
| XXIII  | 2013                                    | Cali              | Pedro Piedrabuena   | 1,687             | Huberney Cataño       | 1,484             | Alexander Salazar Cesar Garzon         | 1,620 1,276       |
| XXIV   | 2014                                    | Medellín          | Henry Díaz          | 1,488             | Huberney Cataño       | 1,556             | Pedro Piedrabuena Ramón Rodríguez      | 1,402 1,062       |
| XXV    | 2015                                    | Lima              | Huberney Cataño     | 1,450             | Andres Lizarazo       | 1,141             | Christopher Tevez Juan Pablo Sisterna  | 1,173 1,000       |
| XXVI   | 2016                                    | Lima              | Hugo Patiño         | 1,551             | Erick Tellez          | 1,449             | Pedro Piedrabuena Huberney Cataño      | 1,724 1,341       |
| XXVII  | 2017                                    | Buenos Aires      | Pedro Piedrabuena   | 1,271             | Javier Teran          | 1,123             | Erick Tellez Fernando Diaz             | 1,240 0,980       |
| XXVIII | 2018                                    | Mexiko-Stadt      | Pedro Gonzales      | 1,559             | José Juan Garcia      | 1,369             | Robinson Morales Guido Sacco           | 1,376 1,136       |
| XXIX   | 2019                                    | Lima              | Pedro Gonzales      | 1,559             | Erick Tellez          | 1,458             | José Juan Garcia Juan Carlos Del Salto | 1,460 1,031       |
|        | 2020: ausgefallen wg. COVID-19-Pandemie |                   |                     |                   |                       |                   |                                        |                   |
|        | 2021: ausgefallen wg. COVID-19-Pandemie |                   |                     |                   |                       |                   |                                        |                   |
| XXX    | 2022                                    | Lima              | Pedro Gonzales      | 1,606             | Luis Aveiga           | 1,441             | José Juan Garcia Javier Vera           | 1,553 1,279       |
| XXXI   | 2023                                    | Buenos Aires      | Luis Martinez       | ?                 | Pedro Piedrabuena     | ?                 | Carlos Mario Villegas Henry Diaz       | ?                 |
| XXXII  | 2024                                    | Buenos Aires      | William Villanueva  | 1,353             | Daniel Morales        | 1,368             | Javier Vera José Juan Garcia           | 1,137 1,084       |

Quellen: